# ساطع الحصري
ساطع بن محمّد هلال الحُصري، (5 آب 1879 - 24 كانون الأول 1968) مُفكر وكاتب سوري من حلب كان أحد رموز القومية العربية في العصر الحديث. أسس وزارة المعارف السورية عام 1919 ووضع المناهج التربوية في سورية والعراق، كما شارك في تأسيس كلية الحقوق في جامعة بغداد وكان مستشاراً لدى جامعة الدول العربية.   

## البداية
ولِد ساطع الحُصري باليمن عام 1879، عندما كان والده يعمل رئيساً لمحكمة الاستئناف في صنعاء. تنقّل مع أبيه في سنوات الطفولة، بين صنعاء وطرابلس الغرب وقونيا وأنقرة، حيث دَرس في المدارس العثمانية الحكومية والتحق بعدها بالمعهد الملكي في اسطنبول، ليتخرج منه عام 1900.
امتهن التدريس وخدم في مدارس الدولة العثمانية في اليونان حتى عام 1906، لينتقل بعدها إلى السلك الحكومي ويتسلّم مناصب إدارية رفيعة في كل من اليونان وبلغاريا. عاد مجدداً إلى التدريس وانضم إلى الهيئة التعليمية في المعهد الملكي الذي تخرج منه في اسطنبول. قبل اندلاع الحرب العالمية الأولى عام 1914، أسس ساطع الحُصري مدرسة خاصة في عاصمة الدولة العثمانية، سماها «المدرسة الحديثة» وأطلق مجلّة عِلمية فصلية بعنوان «أنوار العلوم.» وخلال الحرب العظمى، كان مديراً لدار المعلمين في اسطنبول، متحالفاً مع جمعية الاتحاد والترقي الحاكمة التي أطاحت بالسلطان عبد الحميد الثاني عام 1909. كانت نزعته تركية بحتة وقد نشر عدة مقالات في الدعوة إلى التتريك في مجلة «تورك أوجاني» بتوقيع شبه مستعار: م ساطع، أو مصطفى ساطع.

## حليفاً للأمير فيصل بن الحسين
حصل فراق عقائدي بينه وبين الاتحاديين بعد إعدام جمال باشا مجموعة من أعيان المدن السورية يوم 6 أيار 1916، بتهمة الخيانة العظمى والعمالة لصالح الحكومة الفرنسية. ومع ذلك لم ينفصل عن الدولة العثمانية، ولكنه تعاطف كثيراً مع الثورة العربية الكبرى التي انطلقت من الصحراء العربية مطلع صيف عام 1916، بقيادة الشريف حسين بن علي وبدعم عسكري من الحكومة البريطانية. في تشرين الأول 1918، شدّ ساطع الحُصري الرحال متجهاً إلى دمشق للمشاركة في أول حكومة عربية أقيمت فيها بعد خروج الجيش العثماني، تحت راية الشريف حسين وبقيادة نجله الأمير فيصل بن الحسين. بايع الحُصري الأمير فيصل حاكماً عربياً على البلاد، وتوطدت صداقة مميزة بينهما، استمرت حتى وفاة فيصل عام 1933.  

## أول وزير للمعارف في سورية
نظراً لباعه الطويل في التدريس، عينه الأمير فيصل مديراً للمعارف في سورية، مُكلفاً بتعريب المناهج التربوية كافة في المراحل الابتدائية والثانوية والجامعية. في عهده، أعيد افتتاح معهدي الطب والحقوق في دمشق، بعد إغلاق قسري دام شهوراً بسبب ظروف الحرب العالمية وأشرف الحُصري على إعادة هيكلة المدارس السورية، وعلى تعيين نخبة من المُدرسين الكبار. كما أدخل أول سيدة على القطاع الحكومي في سورية، وهي الأديبة لبيبة هاشم، التي عُيّنت وبأمر مباشر منه مفتشة في مديرية المعارف. وفي 9 آذار 1920، عُين ساطع الحُصري أول وزير للمعارف في حكومة الفريق رضا باشا الركابي، وكان ذلك بعد يوم واحد فقط من تتويج الأمير فيصل ملكاً على البلاد. وبعد استقالة حكومة الركابي في 3 أيار 1920، اُعيد تكليف الحُصري بحقيبة المعارف في حكومة الرئيس هاشم الأتاسي. كان صديقاً للأتاسي وتشارك معه في ثمن إيجار بيت مُشترك في منطقة الروضة بدمشق، ضبطاً للنفقات.

## المفاوضات مع الجنرال هنري غورو
في 14 تموز 1920، وصل إنذار فرنسي إلى القصر الملكي بدمشق، حمل توقيع الجنرال هنري غورو، مندوب فرنسا في سورية ولبنان. جاء هذا الإنذار رداً على قرار تتويج الملك فيصل دون التشاور مع حكومة فرنسا أو أخذ موافقتها، بما اعتُبر مخالفاً لاتفاقية سايكس بيكو الموقّعة في زمن الحرب بين حكومتي باريس ولندن. طالبت فرنسا بحل الجيش السوري وبتسليم سكة رياق حلب ومصادرة السلاح من الأهالي، تمهيداً لتطبيق نظام الانتداب في سورية. أرسل الملك فيصل وزير المعارف إلى بلدة عاليه اللبنانية للتفاوض مع الجنرال الفرنسي، آملاً أن ينجح في تأجيل الانتداب أو بتعديل بعض شروطه. ولكن ساطع الحُصري عاد إلى دمشق خالي الوفاض، وبدأت التحضيرات لمواجهة عسكرية مع الجيش الفرنسي، حصلت في خان ميسلون على طريق دمشق – بيروت يوم 24 تموز 1920 وأدت إلى هزيمة الجيش السوري ومقتل وزير الدفاع يوسف العظمة وخلع الملك فيصل الأول عن عرش سورية.

## الخروج من سورية
قبل سقوط دمشق بيد الفرنسيين، توجه فيصل إلى قرية الكسوة وبعدها إلى مدينة حيفا الفلسطينية ومن ثم إلى أوروبا عبر البحر، قاصداً سويسرا للمثول أمام عصبة الأمم للاحتجاج رسمياً على معاملة فرنسا له. لم يخرج مع فيصل من دمشق إلا قلة قليلة من أعوانه، مثل مستشاره السّياسي نوري باشا السعيد ومرافقه العسكري تحسين قدري وأمين سره إحسان الجابري وشقيقه الأمير زيد بن الحسين، إضافة طبعاً للوزير ساطع الحُصري. في كتابه عن تلك المرحلة «يوم ميسلون،» يقول الحُصري: «كثيراً ما كان الملك فيصل يستعرض حوادث الماضي بنظرة انتقادية ويقلّب وجوه الخطأ والصواب فيها ويظهر ندمه على بعض الوقائع والمواقف ويُصرح بامتعاضه عن أعمال البعض وكان يوجه اللوم إلي مباشرة من حين إلى حين. ولكنه كان يفكر أكثر من ذلك كله، في المستقبل ويتكلم عن الخطط التي يجب السير عليها لتلافي ما فات.» بعد وصولهم إيطاليا، أرسل فيصل ساطع الحُصري إلى تركيا، نظراً لإتقانه اللغة التركية وعلاقاته المتينة مع زعمائها، في محاولة للحصول على دعم عسكري من كمال أتاتورك لمواجهة فرنسا في سورية.

## مع فيصل في العراق
نجحت مساعي الملك فيصل في أوروبا و عُوِّضَ عن عرش الشام بعرش العراق، الذي توّج ملكاً عليه يوم 23 أب 1923. ظلّ ساطع الحُصري إلى جانبه وكُلف بعدة مهام تربوية، منها وضع المنهاج الحكومي لكل مدارس العراق وإدارة مديرية الآثار وتأسيس كلية الحقوق في جامعة بغداد، التي عمل الحُصري عميداً لها طوال عشر سنوات. ومن مآثر ساطع الحُصري في بغداد أنه رفض مقترح الملك فيصل بإيجاد مدارس خاصة لكل طائفة في العراق، مصرّاً على منهاج قومي واحد، عابر لكل الأديان والطوائف والعرقيات.

## دوره التربوي في العراق
كما تولى ساطع الحُصري إدارة دار المعلمين العالية في بغداد، وكان ليبرالياً تقدمياً حاول فصل درس الدين عن دروس اللغة العربية التي كانت في السابق مشتركة في منهج واحد. وعمل على استحداث مناهج عِلمية معاصرة في اللغة العربية، وكان أشهرها كتابه القراءة الخلدونية للصف الأول الابتدائي، وهو كتاب خاص بتعلم اللغة العربية، لا إشارة فيه إلى النصوص الدينية التي أفرد لها الحُصري كتابا خاصا سمي بالتربية الدينية. وفي سنة 1923 احتج المعلمون في بغداد على سلوك الحُصري وقدموا مذكرة للملك فيصل الأول، ثم نشروا كراساً بعنوان «سر تأخر المعارف»، فيه اتهامات مباشرة للمربي السوري ولكن الملك كان يلزم وزارة المعارف بأوامر ساطع الحُصري ولم يهتم بآرائهم. ثم اشتدت الخصومة بين الحُصري والكاتب والشاعر العراقي فهمي المدرس عندما وقف الحُصري ضد تأسيس جامعة دينية في العراق، مشدداً على ضرورة فصل الدين عن التعليم العالي. عارضه في ذلك فهمي المدرس وكتب عدة مقالات حول مسألة التعليم العالي فيها انتقاد لاذع لساطع الحُصري. ومع ذلك، بقي الحُصري مسؤولاً عن التعليم في العراق وعن تطوير مناهج المدارس، وظل يدعو إلى فكرة القومية العربية إلى أن قامت ثورة رشيد عالي الكيلاني عام 1941، حيث ابعد عن العراق من بعدها، بأمر من السلطات البريطانية الحاكمة يومها. لقد أحب ساطع الحُصري الملك فيصل كثيراً وخدمه بتفانٍ وإخلاص، كما خدم ابنه الملك غازي وحفيده الملك فيصل الثاني، وعند وفاة الملك المؤسس في إحدى مستشفيات سويسرا في أيلول 1933، أطلق عليه الحُصري لقب «فيصل العظيم.»

## العودة إلى سورية
في عام 1943، جرت انتخابات نيابية في سورية، أوصلت رجالات الكتلة الوطنية إلى الحكم، وجميعهم كانوا أصدقاء ساطع الحُصري منذ أن كان وزيراً في عهد الملك فيصل بدمشق. طَلب منه رئيس الحكومة سعد الله الجابري العودة إلى سورية للعمل على إعادة هيكلة المناهج التربوية، وذلك بصفة مستشار لوزارة المعارف. قبل ساطع الحُصري العرض، وعاد إلى موطنه واُستقبل استقبالاً حافلاً في القصر الجمهوري من قبل الرئيس شكري القوتلي، الذي قلّده وسام الاستحقاق السوري من الدرجة الممتازة. اقترح الحُصري على حكام سورية أن تُلْغَى مادة اللغة الفرنسية من الصفين الرابع والخامس في كافة المدارس الحكومية والخاصة، بهدف نزع الهيمنة الفرنسية عن نظام التعليم، وأن تُدَرَّس من الصف السادس فقط. كما طالب بإلغاء نظام البكالوريا الفرنسية، بشقيها الأدبي والعلمي، واستبدالها بالنظام التربوي البريطاني المتبع بالعراق. عارض عدد من الوزراء مقترح ساطع الحُصري، وكان على رأسهم خالد العظم، الذي اتهم الحُصري بأنه يريد الانتقام من فرنسا التي أقصته عن سورية قبل عقدين من الزمن. جمعت مقترحاته في كتاب نشرته وزارة المعارف السورية عام 1944 حمل عنوان «تقارير عن حالة المعارف في سورية واقتراحات إصلاحها.»

## المرحلة المصرية
من سورية توجه ساطع الحُصري إلى مصر وعمل مُدرساً في المعهد العالي للمعلمين، ثم عميداً لمعهد الدراسات العربية العليا، بتكليف خاص من الرئيس جمال عبد الناصر الذي كان يحترمه كثيراً. وفي مرحلة الخمسينيات كان الحُصري مستشاراً ثقافياً لجامعة الدول العربية التي كان يُصر على تسميتها «جامعة للدول العربية» لا «جامعة عربية،» باعتبار أن الأخيرة كانت ما تزال بمثابة «المثل الأعلى الذي تصبو إليه النفوس المدركةُ معنى العروبة.»
عمل الحُصري جاهداً في الدفاع عن القومية العربية وفي مواجهة دعاة الفكر الإقليمي في مصر، حيث أرجع تجاهل مصر الاستجابة لقضية القومية العربية قبل ثورة الضباط الأحرار إلى عاملين، الأول هو حالة العزلة التي أحدثها الاحتلال البريطاني والآخر هو ارتباط بعض النخب المصرية بروابط وولاءات تتنافى مع الروح القومية (وهذه إشارة إلى الأصول الألبانية لسلالة محمد علي باشا وآخر ملوكها، الملك فاروق الأول).

## محاربة الهوية الفرعونية لمصر
وقد اهتم الحُصري بالرد على محاولات بعض المفكرين المصريين صياغة هوية ثقافية مصرية خاصة تستند إلى التراث الفرعوني، حيث اعترض على كتاب الدكتور طه حسين «مستقبل الثقافة في مصر» الذي جاء فيه أن ثقافة مصر كانت فرعونية الجوهر. استنكر الحُصري فكرة فرعونية مصر بشدة معللاً ذلك بأنه إذا كانت المشاعر الفرعونية تتأصل في وجدان المصريين فإنه يجب معه أن تستعيد لغة الفراعنة وحضارتهم، وأن مصر لايمكن أن تنبذ العروبة الحية تحت دعوى الانتماء إلى حضارة ميتة. أما فيما يتعلق بدعوى الانتماء لإنجلترا فقد دحض تلك الدعوى بتأكيده على أن مايشد ويربط مصر بدول عربية أقوى مما يربطها بدول البحر الأبيض المتوسط. كتب الحُصري سلسلة من المقالات جاء فيها أن اللغة الفرعونية هي ذاتها السريانية وهي من اللغات السامية الشقيقة والقريبة جداً من اللغة العربية، وأن القبطيين هم أبناء طائفة دينية وليسوا أبناء قومية منفصلة بذاتها. واستند في كتاباته على مكونات اللغة القبطية التي تتكون من 33 حرفاً، 27 حرفاً منها يوناني مقتبس من اللغة الاغريقية القديمة بعد هيمنة الامبراطورية الرومانية على مصر في عهد الملكة كليوباترا.

## موقفه من فكر أنطون سعادة
واجه ساطع الحُصري فكر الحزب السوري القومي الاجتماعي وزعيمه أنطون سعادة  الذي كان ينفي وجود رابط قومي بين سورية وغيرها من الأقطار العربية. رفض الحُصري الرباط الجغرافي فقط كأساس للقومية، كما رفض أيضاً التسليم بوجود سِمات وميزات للسوريين، سكان الهلال الخصيب، تختلف عن تلك التي تتسم بها الشعوب الأخرى الناطقة بالعربية. بل إنه كان ينفي تماماً وجود ما يعرف بالإقليم السوري، أو سورية الكبرى، بمعناه الإداري الحديث.
وكان الحُصْري يقدِّم وحدة اللغة على سائر عوامل الرابطة القومية ويرى أنَّ الثقافة القائمة على اللغة تؤكد تشابه التكوين النفسي ويعتبره أساس الأمة. فيقول لطه حسين: «اضمنوا لي وحدة الثقافة وأنا أضمن لكم كلَّ ما بقي من ضروب الوحدة».وفرَّق بين الثقافة التي اعتبرها قومية وبين الحضارة التي اعتبرها أمميَّة. وتكلَّم عمَّا يدعى ويسمى «العبودية الثقافية» و«السيطرة الثقافية» التي تمارسها بلدان الغرب وكان يراها تشكل خطراً على الثقافة القومية والوجود القومي العربي. وحذِّر من مخلَّفات السيطرة الاستعمارية الغربية التي تروِّج للتيارات والنـزعات الإقليمية، وبالمقابل كان يؤكد شعبية الثقافة ويعدها الأساس في تكوين نفوس الشعب ولا يقصد بذلك التقليد بل البعث والنهوض. وهذا ما دعاه إلى رسم سياسة لغوية صحيحة في معركة النضال من أجل الوحدة العربية، فأبرز أهمية إصلاح اللغة والتعمّق في معرفة الفصحى في مدارس البلدان العربية.
ودافع عن قومية الأدب أمام المنادين بإقليمية الأدب فخاطب عميد كلية دار العلوم المصرية أحمد ضيف قائلاً: «إنَّ الأدب العربي لم يكن أدباً واحداً. وإنما هو مجموعة آداب، نشأت في بيئات مختلفة.» وقد استشهد بالمتنبي الذي ولد في الكوفه ونشأ في البادية وعاش في بغداد وحلب وسافر إلى القاهرة، ومع ذلك حافظ على أصالته وصفته الموحّدة. فيرى الحُصري أن «التنوّع والأصالة شيء وإقليمية الأدب شيء آخر، فلا يوجد أدب مصري وأدب عراقي أو شامي أو تونسيٌّ … وإنما يوجد أدباء مصريون، عراقيون، شاميون، وكلُّهم يسعون لتطوير الأدب وإبراز أصالته.»

## موقفه من الفكر القومي لدى المسيحيين
أحدث ساطع الحُصري إشكالاً كبيراً عندما قال إن القومية العربية ولدت مع الثورة العربية الكبرى عام 1916، نافياً أي دور للمفكرين المسيحيين في بث الفكر القومي بين شعوب المنطقة في السنوات الأخيرة من القرن التاسع عشر.

## بعض أقوال ساطع الحصري
- إنَّ الدعوات الإقليمية الانعزالية تعوق رصّ الدول العربية في جبهة موحَّدة معادية للإمبريالية.
- إنّي أعتقد أنَّ أوَّلَ ما يجب عمله لتحقيق الوحدة العربية في الأحوال الحاضرة، وهو إيقاظ الشعور بالقومية، وبثّ الإيمان بوحدة هذه الأمة.
- إنَّنا ثُرْنا على الإنكليز، ثُرْنا على الفرنسيين، ثرنا على الذين استولوا على بلادنا، وحاولوا استعبادنا .. وقاسينا في هذا السبيل ألواناً من العذاب، وتكبَّدْنا أنواعاً من الخسائر، وضَحَّيْنا كثيراً من الأرواح .. ولكن عندما تحرَّرْنا من نير هؤلاء أخذنا نستقدس الحدود التي أقاموها في بلادنا بعد أن قطعوا أوصالها.
- إنَّ الدول العربية القائمة الآن لم تتكوّن، ولم تتعدَّد بمشيئتها ومشيئة أهلها، ولا بمقتضيات طبيعتها، إنّما تكوَّنَتْ وتعدَّدت من جراء الاتفاقات والمعاهدات المعقودة بين الدول التي تقاسمت البلاد العربية وسيطرت عليها.
- يخطئ من يظنُّ بأنَّ قضايا الوحدة العربية يمكنُ أنْ تدرَّس وتعالج بأعمال حسابية، ولْنعلَمِ العلم اليقين بأنّ الاتحاد يولّد قوّة ليس عن طريق جمعِ القوى فحسب بل عن طريق إيجاد حياة جديدة، وأوضاع جديدة تولّد قوى جديدة، تفوق مجموع القوى المتفرِّقة بآلاف الدرجات.
- إن التفكير في بعض الأمورِ مستقلاً عن الدين لا يعني إنكار الدين، إنَّما يعني اعتبار تلك الأمور مما لا يدخل في نطاق الأمور الدينية وذلك لا يحول دون الرجوعِ إلى الدين في سائر الميادين. ولذلك كلِّه قلت ولا أزال أقول إنَّ نَعْتَ القومية باللادينية والقوميين باللادينيين لا يتفق مع حقائق الأمور.
- كيف يمكن لأحد أن يأمل بتكوين وحدة من البلاد الإسلامية التي تتكّلم بلغات مختلفة . دون تكوين وحدة من البلاد التي تتكلّم بلغة واحدة، ولا سيما التي تتكلم بلغة القرآن.

## الوفاة
وفي سنة 1965، عاد ساطع الحُصري إلى العراق وتوفي في بغداد يوم 4 شوال 1388هـ/ 23 كانون الأول 1968م. وصلى على جنازته الحاج معتوق الأعظمي في جامع أبي حنيفة، ودفن في مقبرة الخيزران في الأعظمية، قرب مرقد الشيخ رضا الواعظ.

## التكريم بعد الوفاة
في مطلع السبعينيات كرَّمت جامعة الدول العربية ساطع الحُصري وخصَّصت أسبوعاً لدراسة فكرهِ ورؤيته. وتقديراً لدوره القومي والتربوي وفي سورية، سُميت إحدى أشهر مدارس البنات في حي المالكي بدمشق على اسمه وتبعتها مدرسة ثانية في مدينة الرقة وثالثة في دير الزور.

## مؤلفاته
وضع ساطع الحُصري عدداً كبيراً من المؤلفات ومنها:
- أبو خلدون ساطع الحصري (1923). طريقة تعليم الألفباء: مرشد القراءة الخلدونية. مصر: المطبعة السلفية. مؤرشف من الأصل (pdf مصور) في 2022-05-15.
- أبو خلدون ساطع الحصري (1939). الإحصاء. بغداد: مطبعة المعارف. مؤرشف من الأصل (pdf مصور) في 2022-04-17.
- أبو خلدون ساطع الحصري (1945). يوم ميسلون: صفحة من تاريخ العرب الحديث. بيروت: دار الاتحاد. مؤرشف من الأصل (pdf مصور) في 2022-04-17.
- أبو خلدون ساطع الحصري (1948). صفحات من الماضي القريب. بيروت: دار العلم للملايين. مؤرشف من الأصل (pdf مصور) في 2022-04-17.
- ساطع الحصري (1952). العروبة بين دعاتها ومعارضيها. بيروت: دار العلم للملايين. مؤرشف من الأصل (pdf مصور) في 2022-04-17.
- أبو خلدون ساطع الحصري (1955). العروبة أولاً!. بيروت: دار العلم للملايين. مؤرشف من الأصل (pdf مصور) في 2022-05-15.
- آراء وأحاديث في العلم والأخلاق والثقافة (كتاب)

## عائلة ساطع الحصري
اشتهر الدكتور خلدون الحصري، ابن ساطع الحُصري، في المجال الأكاديمي وكان كاتباً  معروفاً حتى وفاته عام 2007، وكذلك حفيدة الحُصري ميادة العسكري صحفية ومترجمة عراقية معروفة، توفيت عام 2015.

## روابط خارجية
- ساطع الحصري على موقع أرشيف الشارخ.